# Hodějice
Hodějice (in tedesco Hodejitz) è un comune della Repubblica Ceca facente parte del distretto di Vyškov, in Moravia Meridionale.